# Ytrac
Ytrac település Franciaországban, Cantal megyében. Lakosainak száma 4316 fő (2022. január 1.). Ytrac Arpajon-sur-Cère, Aurillac, Crandelles, Lacapelle-Viescamp, Naucelles, Roannes-Saint-Mary, Saint-Mamet-la-Salvetat, Saint-Paul-des-Landes és Sansac-de-Marmiesse községekkel határos.

## Népesség
A település népessége az elmúlt években az alábbi módon változott:
| Lakosok száma | 1237 | 2673 | 3367 | 3718 | 4063 | 4184 | 4293 | 4335 | 4329 | 4316 |
|               | 1968 | 1982 | 1990 | 2006 | 2013 | 2015 | 2017 | 2019 | 2020 | 2022 |